# Запретная пища

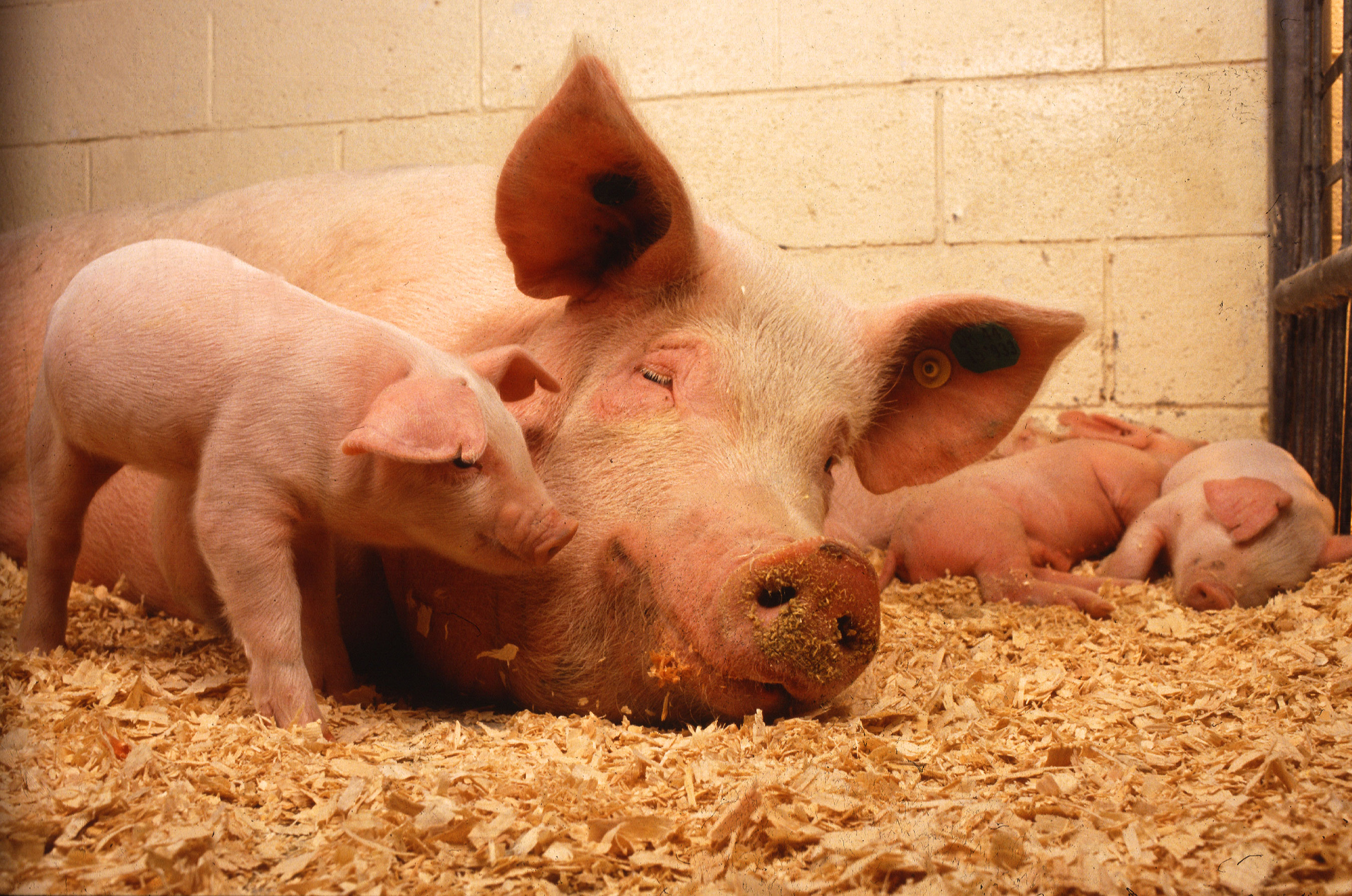
Свинина не рассматривается как пища в иудаизме и является запрещённой в исламе

Запре́тная пи́ща — пища, которую некоторые люди не имеют право принимать по религиозным правилам, культурным устоям либо гигиеническим соображениям.
Большинство пищевых запретов относится к мясу определённых животных, включая млекопитающих, рептилий, амфибий, костистых рыб и ракообразных. Некоторые запреты касаются отдельных частей и органов животных, в то время как другие относятся к употреблению растений, грибов или насекомых.
Пищевые запреты можно определить как систематизированный набор правил, определяющий, какие продукты и сочетания продуктов нельзя употреблять в пищу и как следует умерщвлять животных. Эти ограничения имеют разное происхождение. В некоторых случаях они могут быть результатом заботы о здоровье или иметь другие практические причины, в других — запреты могут быть связаны с символьными системами людей. Некоторые продукты могут быть запрещены в определённое время (например, в Великий пост), в определённые периоды жизни (например, во время беременности) или определённым категориям людей (например, священникам).

## Причины и основания
Некоторые религии запрещают употребление определённых видов пищи. Например, в иудаизме существует строгий набор правил (кашрут), определяющий, что можно есть, а что нельзя. Схожие правила существуют и в исламе, они делят пищу на харам (запретную), макрух (нежелательную) и халяль (разрешённую).
Джайнизм предписывает придерживаться вегетарианства, но употребление молочных продуктов разрешает (хотя существуют и интерпретации, запрещающие молочное).
В индуизме нет строгих ограничений на употребление мяса, однако индуисты придерживаются принципа ненасилия (ахимса) и считают вегетарианство идеальной диетой.
Помимо религиозных, существуют и культурные ограничения на потребление в пищу некоторых видов животных. Одна из причин такого деления — нехватка пищи, то есть ассоциация между пищей и голодом (лишениями). Некоторые виды мяса могут быть запрещены просто потому, что они не попадают под принятое в данном обществе определение пищи, а не потому, что оно имеет неприятный вкус, запах или вид. Собачатина в определённых обстоятельствах употребляется в пищу в Корее, Вьетнаме и Китае, хотя ни в одной стране не является общепринятым блюдом. Также, конина редко употребляется в пищу в Англии и США, в то время как она входит в состав национальных блюд Казахстана, Киргизии, Японии и Франции. В некоторых случаях пищевые ограничения могут накладываться на употребление лишь некоторых частей животных.
Иногда пищевые запреты могут содержаться в региональных или государственных законах. Так, в большей части Индии действует запрет на забой крупного рогатого скота, а в США — лошадей. Даже после возврата китайских законов в Гонконге не отменили запрет на мясо собак и кошек, введённый в колониальное время.
Деятельность природоохранных организаций и активистских движений привела к возникновению новых запретов и принципов питания. Не так давно появились запреты на употребление в пищу мяса и яиц животных, находящихся под угрозой исчезновения или защищённых законом либо международным соглашением. К таким видам относятся киты, морские черепахи и перелётные птицы.
Ограничения на вылов определённых видов морепродуктов повлияли на потребление их в пищу. В разных странах законодательно запрещается добавка некоторых химических веществ в пищевые продукты, использование в пищу генетически модифицированных организмов, организмов, облучённых или выращенных в условиях антисанитарии. Благодаря движению за справедливую торговлю и сертификации продукции снижается доля потребления продовольствия и других товаров, произведённых за счёт эксплуататорского труда.

## Виды

### Рептилии и амфибии

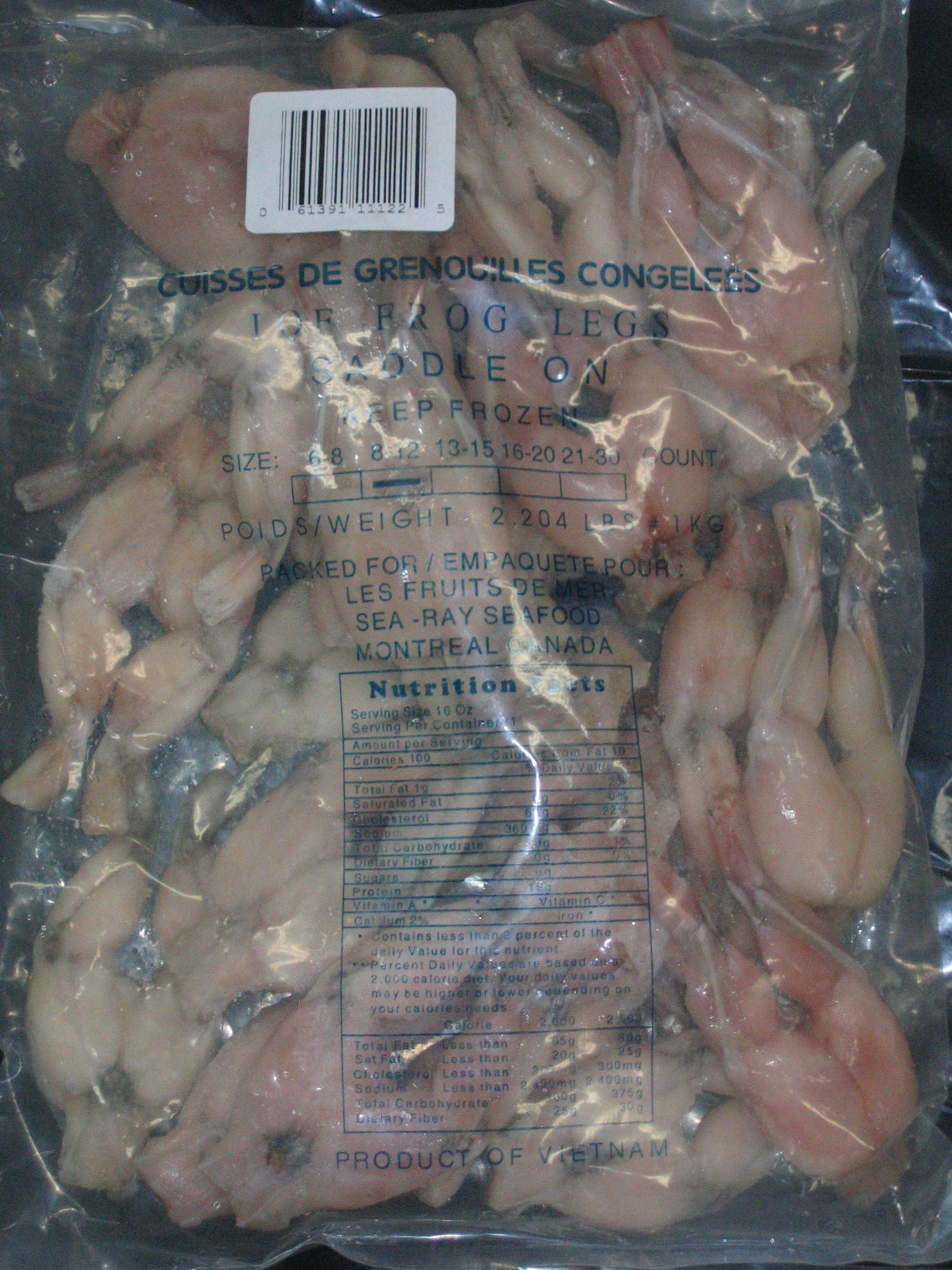
Пакет лягушачьих лапок из Вьетнама

В иудаизме и исламе строго запрещено принимать в пищу амфибий (например, лягушек) и рептилий (например, крокодилов или змей). Однако в других культурах лягушачьи лапки и мясо аллигатора рассматриваются как деликатес.

### Летучие мыши
В иудаизме запрещено употребление в пищу мяса летучих мышей. Однако оно считается ценным деликатесом в индонезийских общинах Батак и Минахаса и в Китае. 

### Медведи
Медвежатина не считается кошерной пищей в иудаизме и халяльной в исламе, где все наземные хищники запрещены к употреблению в пищу. Мясо медведя считается деликатесом в Камбодже, где есть суп из медвежьей лапы.

### Птицы
Библией запрещаются к употреблению в пищу такие виды птиц, как орёл, грифы, скопа. Однако некоторые из запрещённых Библией видов в настоящее время выращиваются для употребления в пищу, например страус.
В исламе халяльные птицы должны быть покрыты перьями и не должны быть хищными (это следует из запрета к употреблению неводных хищников).
В Северной Америке разрешена охота на диких голубей, но городских голубей запрещено употреблять в пищу.
Было время, когда лебедь считался королевской пищей. Традиция метить лебедей на Темзе берёт своё начало с той поры. Позже лебедь попал под защиту на большей части Европы и Америки. Однако сообщения об употреблении лебедей в пищу всё ещё поступают время от времени.
Падальщиков, например, ворон, в настоящее время не употребляют в пищу во многих наиболее распространённых культурах из-за того, что они переносят болезни и ассоциируются со смертью. Исключением может считаться лишь грач, которого не так давно подавали в шотландских ресторанах Лондона. До середины XX века в Восточной Пруссии среди населения было популярно солёное воронье мясо.
В современной западной культуре певчие птицы воспринимаются большинством людей скорее как элемент дикой природы, нежели как пища. Кроме того, многие перелётные птицы защищены международными соглашениями.

### Верблюды
Употребление в пищу верблюжатины запрещено Торой, где это животное — «нечистое». Хотя нога верблюда разделена на две пальцеподобные структуры, Торой он не признаётся парнокопытным животным.
В то же время запрета на верблюжатину в исламе нет. Более того, эта пища является традиционной в арабских странах, например, в Саудовской Аравии. Верблюжий горб, в частности, считается деликатесом и употребляется в особых случаях, в том числе во время религиозных праздников. В некоторых арабских странах, в частности у берберов, встречается даже специальное кухонное приспособление (верблюдница), представляющее собой огромную бронзовую или медную ёмкость для приготовления туши целиком.

### Кошки

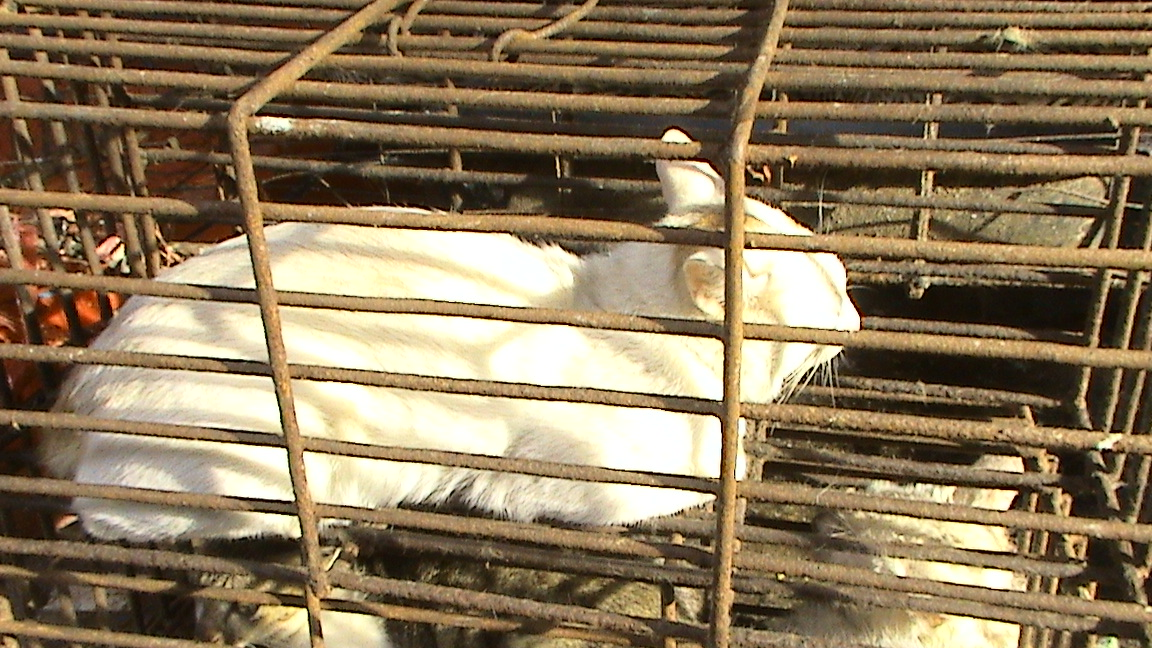
Кошка перед убоем на рынке в Восточной Азии

Кошачье мясо употребляется в пищу в Китае и Вьетнаме. Однако во времена голода кошек ели и в других странах, например, в блокадном Ленинграде. В 1996 году в аргентинской прессе писалось об употреблении кошачьего мяса в пищу в трущобах города Росарио, но на самом деле такая информация была в СМИ Буэнос-Айреса[уточнить].
В 2008 году сообщалось[где?], что кошатина является основной частью рациона жителей Гуандуна в Китае. Туда свозились кошки из северной части Китая, а одна компания поставляла до 10 000 кошек в день из разных районов Китая. Протесты во многих провинциях Китая привели к тому, что местные власти города Гуанчжоу приняли решительные меры, направленные против торговцев кошками и ресторанов, предлагавших кошатину. Хотя закон, запрещающий употреблять в пищу кошачье мясо, так и не был принят.
Освежёванную тушку кошки зачастую выдают за кролика, так как без кожи, хвоста, головы и лапок их тушки выглядят очень похоже. Различить их в таком случае можно лишь по лапкам (именно поэтому при продаже разделанного кролика оставляют лапки, покрытые шерстью). В испаноговорящих странах существует выражение Dar gato por liebre, которое значит «подсунуть кота вместо зайца». А в Португалии выражение Comprar gato por lebre значит «купить кота вместо зайца». В частности, в Бразилии кошачье мясо считается отвратительным, и жители зачастую боятся покупать барбекю в общественных местах, опасаясь того, что оно сделано из кошатины. Так как в подобных заведениях не соблюдаются гигиенические нормы и практически невозможно установить происхождение мяса, то в Бразилии зачастую их продукцию в шутку называют churrasco de gato («кошачье барбекю»).
В РФ по этому поводу существуют шутки «купи три шаурмы — собери кошку» и шутливое выражение «пирожки с котятами».
Считается, что жители города Виченца в Северной Италии едят кошек, хотя последний факт этого имел место несколько десятилетий тому назад. В феврале 2010 года известный итальянский гурман[кто?] был раскритикован в телевизионном шоу[каком?] за то, что рассказал о недавних случаях употребления в пищу[кем?] кошачьей тушёнки в итальянской области Тоскана.
Севернее, в Швейцарии, также существует традиция поедания кошек местными жителями (в некоторых кантонах кошатина — обычное рождественское блюдо). Хотя данное явление отрицается либо замалчивается[кем?], тем не менее многие организации и активисты ведут борьбу за запрет подобной кулинарной практики.
Во время голода в Первую и Вторую мировые войны в Европе зачастую выдавали кошатину за мясо австралийских кроликов.
В некоторых вьетнамских ресторанах блюдо из кошатины в горшочках подают под названием «маленький тигр», а внутри этих заведений зачастую можно встретить клетки с кошками.

### Крупный рогатый скот
Многие индуисты, особенно брахманисты, являются вегетарианцами. Однако даже те индуисты, которые едят мясо, воздерживаются от употребления говядины, так как корова является священным животным в индуизме. Употребление говядины запрещено из уважения к коровам. Однако это ограничение не распространяется на молочные продукты. Как раз наоборот, такие молочные продукты как молоко, йогурт и топлёное масло, высоко почитаются и используются в священных церемониях. Коровье молоко было лучшим заменителем материнского молока и спасло немало сиротских жизней в те времена, когда женщины часто умирали во время родов. Коровий навоз применяется в качестве антисептического настила для пола, кроме этого навоз является отличным природным удобрением и используется в качестве топлива. Коровью мочу используют в традиционной индийской медицине — аюрведе. Благодаря всему этому отношение к корове в традиционной индийской культуре очень эмоционально позитивно, а её убийство и употребление в пищу запрещено.
По индийским законам, убой коров запрещён во многих штатах, Западной Бенгалии, Аруначал-Прадеша, Ассама, Манипура, Мегхалая, Мизорама, Нагаланда и Трипура). Практически всё потребление говядины в Индии приходится на мусульман, христиан и незначительной части индуистов Кералы.
Некоторые этнические китайцы также могут воздерживаться от употребления говядины, так как считают неправильным есть столь полезное в сельском хозяйстве животное. Китайские буддисты также не поддерживают употребление говядины в пищу, хотя оно и не запрещено. Такой же запрет существует и у сингальских буддистов.

### Ракообразные и другие морепродукты
В иудаизме запрещены в пищу все морепродукты кроме рыбы и водорослей (например, запрещено употребление моллюсков, ракообразных и морских млекопитающих).
Мусульманам разрешено употребление морепродуктов, Джафаритский мазхаб разрешает употреблять в пищу морскую рыбу, если она обладает чешуёй, а также креветки. Однако он запрещает к употреблению других морских обитателей, если у них нет чешуи.

### Собаки

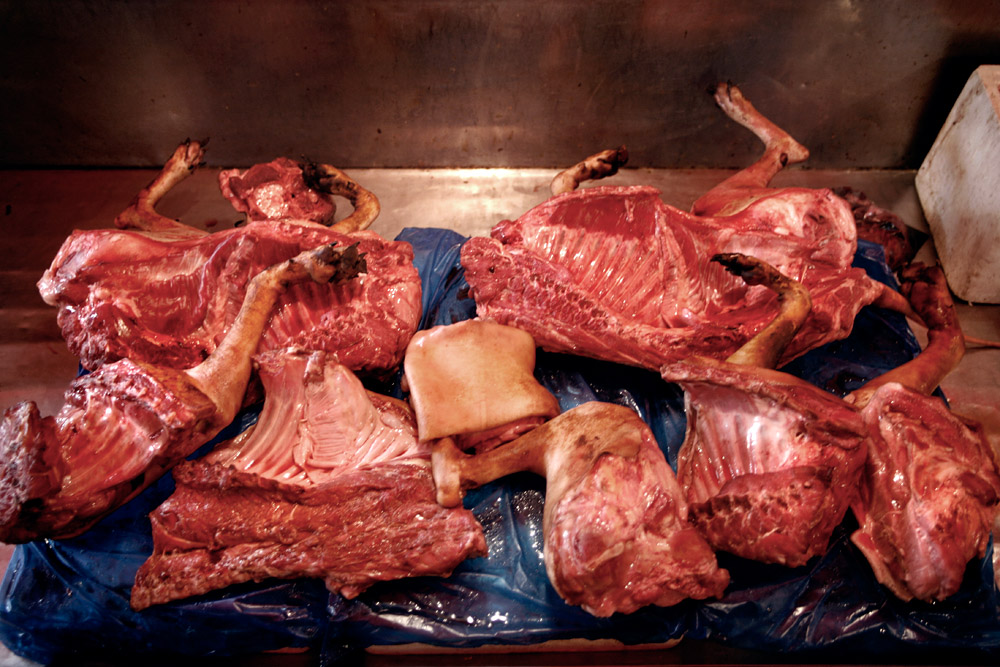
Торговля собачатиной в Южной Корее

Практически во всех странах Запада не принято употреблять в пищу собак и кошек. Тем не менее в некоторых сельских районах Польши существует поверье, что собачий жир обладает целебными свойствами. В 2009 году разразился скандал, когда на ферме неподалёку от Ченстоховы были обнаружены собаки, разводимые для получения топлёного жира.
В древних индуистских источниках собачатина упоминается как наиболее нечистая (и даже ядовитая) пища. Это мясо также объявлено нечистым в иудаизме и исламе.
В доколумбову эпоху в Мексике в пищевых целях разводили специальную породу лысых собак (ксолоитцкуинтли). Колонизация прервала этот обычай.
Практически во всех странах Юго-Восточной Азии (кроме Вьетнама) собачье мясо практически не употребляется в пищу из-за преобладающих в данном регионе исламских и буддийских ценностей, а также из-за защиты прав животных (на Филиппинах). У маньчжуров употребление собачатины в пищу запрещено. Маньчжуры также не носят шляпы из собачьей шкуры.
Собачье мясо потребляется в пищу в некоторых регионах Китая (например, в столице Гуанси-Чжуанского автономного района, городе Наньнин можно увидеть полутуши собак, лежащие в прилавках-холодильниках мясного отдела китайского супермаркета), а также в Южной Корее.

### Слоны
В западном обществе слон ассоциируются с цирком и развлечениями, однако в Центральной и Западной Африке на слонов охотятся ради их мяса. Некоторые жители Таиланда считают, что употребление слонов в пищу может улучшить их сексуальную жизнь, и именно из-за этого на них часто охотятся.
В иудаизме и исламе слон считается неприемлемым к употреблению в пищу животным.

### Свиньи
В иудаизме и исламе свинина запрещена, так как не соответствует требованиям кашрута (свинья не пережёвывает жвачку) и не является халяльной (свиньи — всеядны). В Ветхом Завете (Левит, 11:4–8; Второзаконие, 14:7, 8) запрещается свинина. Этот запрет соблюдается в некоторых христианских деноминациях.

### Рыба
Среди сомалийцев большинство кланов следуют запрету на употребление рыбы. И эти кланы не роднятся с другими кланами, которые едят рыбу. «Не говори со мной ртом, которым ешь рыбу» — унизительная поговорка сомалийских кочевников.
Запрет на употребление рыбы распространён среди скотоводов и земледельцев (и даже среди жителей прибрежных территорий), проживающих на территории Египта, Эфиопии, Эритреи, Сомали, Кении и северной Танзании. Этот запрет происходит от так называемого «кушитского рыбного запрета», ведь, как полагают, именно носители кушитских языков ответственны за распространение запрета на употребление рыбы в Восточной Африке. Хотя некоторые носители кушитских языков всё же едят рыбу. Зона запрета на употребление рыбы точно совпадает с зоной распространения кушитских языков, а носители нило-сахарских и семитских языков не придерживаются такого запрета. Некоторые народы банту и нильских групп в Восточной Африке, которые употребляют рыбу, проживают на территориях, где некогда проживали носители кушитских языков. В Восточной Африке запрет на употребление рыбы распространён не далее Танзании. Это связано с присутствием здесь мухи цеце, которая, как считается, ограничивает распространение странствующих скотоводов, игнорирующих рыбу. Группа народов банту в Замбии и Мозамбике не была покорена скотоводами, и поэтому почти все входящие в неё народы употребляют в пищу рыбу.
В Южной Африке есть группа носителей языка банту, избегающих употребления рыбы. Пока не ясно, развился ли этот запрет здесь или был привнесён. Но точно установлено, что самые ранние обитатели Южной Африки (койсане) употребляли в пищу рыбу. Тем не менее носители языка банту в Южной Африке имеют множество культурных особенностей, аналогичных обычаям скотоводов Восточной Африки. Считается[кем?][где?], что запрет на употребление рыбы принесли с собой скотоводы Восточной Африки, которые как-то смогли прогнать свои стада через вышеупомянутый регион обитания мухи цеце.
Некоторые виды рыбы, такие как речной угорь и все виды сомов, запрещены в иудаизме как не имеющие чешуи. Правила суннитов более гибкие, и им разрешено употребление в пищу сомов и акул, как особые виды рыб. Угря разрешено употреблять в пищу в большинстве учений ислама, однако у шиитов это запрещено.
Многие племена Юго-Запада Америки, в том числе навахо, апачи и зуни, придерживаются запрета на употребление рыбы и других водных животных, а также водоплавающих птиц.

### Грибы
Члены «Международного общества сознания Кришны» воздерживаются от употребления грибов (так как они растут ночью), а также лука, чеснока, хрена и хмеля, которые, по их мнению, вызывают разрушающую страсть. В Исландии, на Британских островах и в сельских частях Швеции грибы практически не употребляли в пищу до Второй мировой войны. Грибы считались пищей для коров и ассоциировались с военным временем и голодом.

### Морские свинки и родственные им грызуны

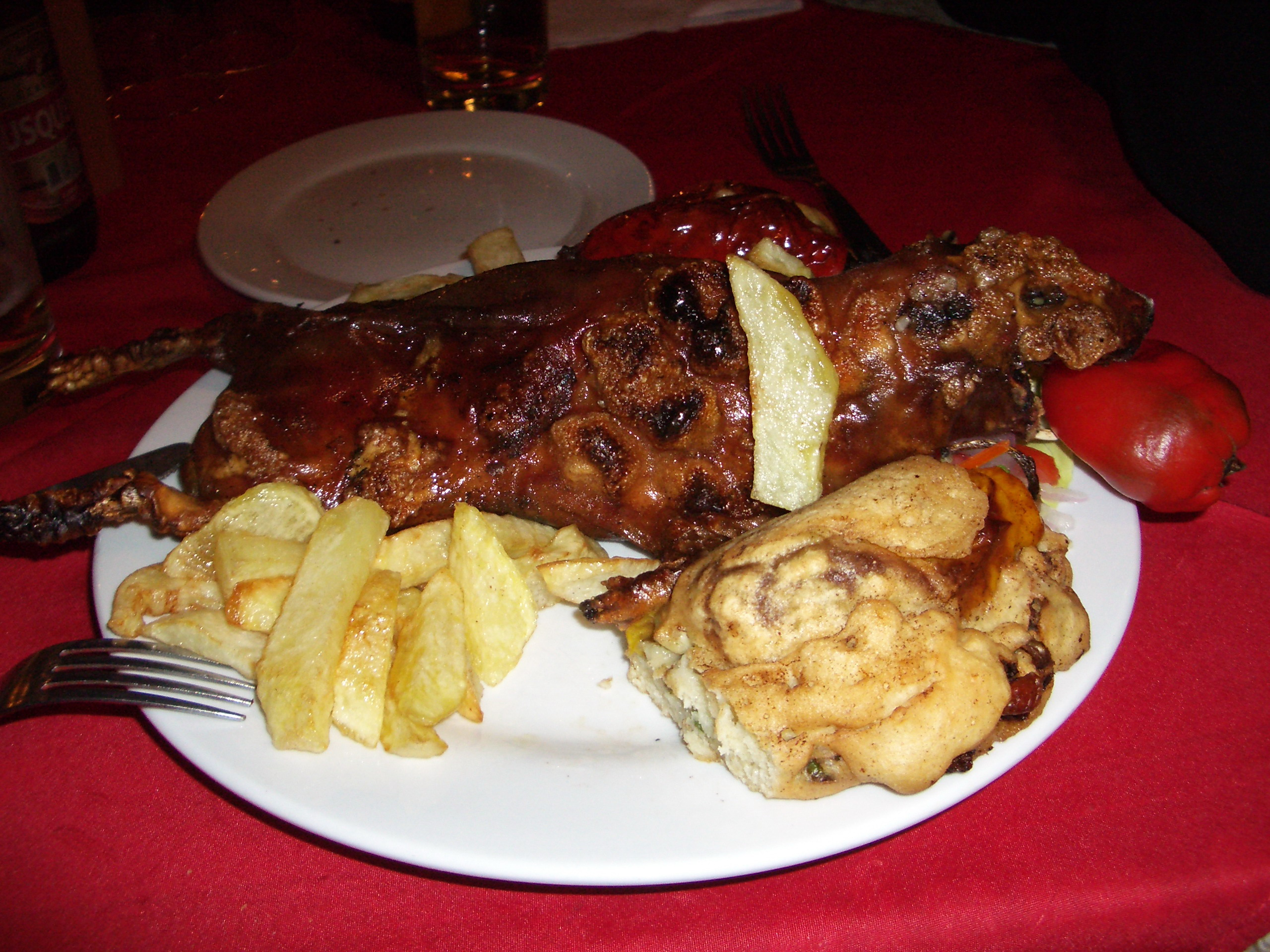
Жареная морская свинка в Перу

Морские свинки составляют значительную часть рациона перуанцев, а также горных жителей Эквадора (в Андах). При этом их также можно найти в меню большинства ресторанов в Лиме и других городах Перу. А мясо морской свинки экспортируется в США и страны Европы.
В 2004 году Департамент парков и отдыха города Нью-Йорк возбудил судебное дело против приготовления блюд из морских свинок на эквадорском фестивале в парке Flushing Meadows. В штате Нью-Йорк употребление в пищу морских свинок разрешено, а в городе Нью-Йорк, напротив, запрещено.
Близкие родственники морских свинок (капибара и пака) употребляются в пищу в Южной Америке. Католическая церковь разрешает употреблять мясо капибары даже в Великий пост, так как ранние миссионеры дали папе римскому неверное описание этого животного и оно было отнесено к рыбе, а её разрешается есть во время поста. Ислам запрещает поедать мясо морских свинок, а также их близких родственников.

### Лошади
Конина входит в блюда Бельгии, Италии, Японии, Франции, Германии, Сербии, Словении, Монголии, Киргизии, Казахстана и Узбекистана, но в то же время её употребление запрещено в некоторых религиях и в части стран мира. Конина запрещена у евреев, так как лошадь не является ни жвачным животным, ни парнокопытным.
Некоторые течения христианства также запрещают употреблять лошадей в пищу. В 1000 году нашей эры церковь смогла добиться христианизации Исландии, пообещав не запрещать исландцам употребление в пищу конины. Однако, как только церковь стала достаточно сильна, этот запрет был введён. Конина и сейчас весьма популярна в Исландии и продаётся там наряду с говядиной, бараниной и свининой.
Конина запрещена в большей части Англосферы. В Канаде разрешена продажа конины, однако там существует лишь один небольшой рынок — во франкоговорящей провинции Квебек. Мясо лошади можно встретить в некоторых французских ресторанах Канады. Наибольшая часть производимой в Канаде конины экспортируется в страны Европы и Японию. В США продажа и потребление конины запрещены законом в штатах Калифорния и Иллинойс. Однако во время Второй мировой войны в США продавали конину, так как говядина была очень дорогой и в основном отправлялась на фронт. В Соединённом Королевстве введён строгий запрет на употребление конины, распространяется также и на корм для животных, а также проводится специальные ДНК-тесты колбасы салями в случае подозрения на наличие в ней мяса осла.
На Балканах конину употреблять не принято потому, что лошадь считается благородным животным, а также оттого, что конина ассоциируется с голодом времён войны.
У суннитов говорится о том, что пророк Мухаммед запрещал употреблять в пищу ослов, однако точно не известно о повсеместной применимости этого запрета.

### Насекомые

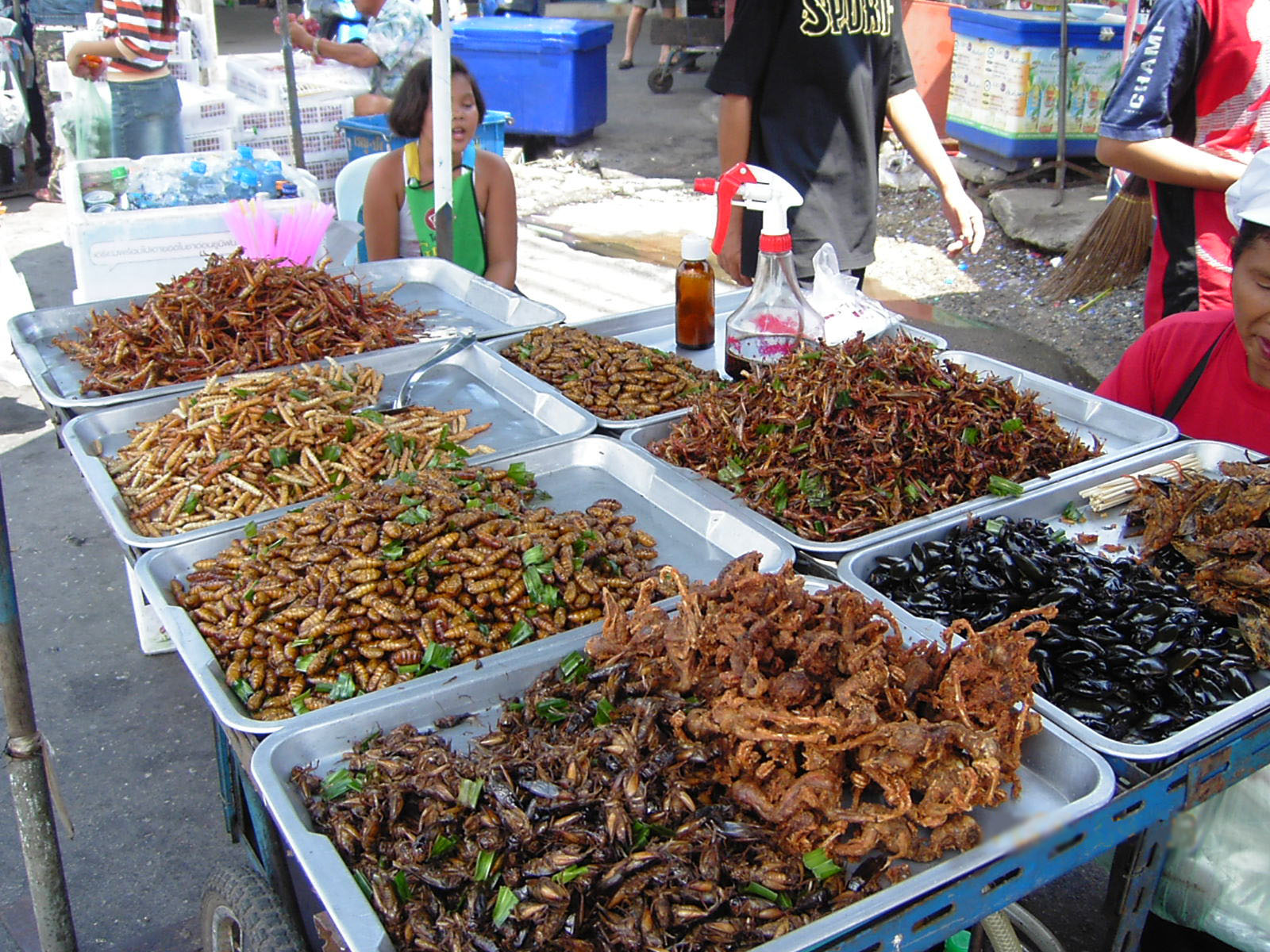
Лавка, торгующая жареными насекомыми в Таиланде

В иудаизме из всех насекомых «кошерными» признаются лишь некоторые виды саранчи; кроме того, предписывается тщательно проверять пищу на наличие насекомых перед употреблением. В исламе лишь саранчу и рыбу можно употреблять в пищу, не проводя специального ритуала убийства животного.
В западных странах запреты на употребление в пищу насекомых не распространяются на мёд (срыгнутый пчёлами концентрированный нектар). Мёд является «кошерной» пищей, хотя пчёлы — нет. Это единственный случай, когда продукт «некошерного» животного признаётся «кошерным» и годным к употреблению. В Талмуде объяснение этому такое, что создают мёд цветы, а пчёлы являются лишь хранилищем для него.
Веганы, как правило, не употребляют мёд, так же как и другие продукты животноводства. Но некоторые веганы не поддерживают отказ от мёда, так как считают, что почти все растения опыляют птицы и насекомые и производство мёда способствует опылению растений.

### Живые животные
Законы ислама и иудаизма запрещают употреблять в пищу мясо, отрезанное от живого животного.
Примерами блюд из живых животных являются свежая устрица, икидзукури (живая рыба) и саннакчи (осьминог). Сасими с применением живых животных запрещено в некоторых странах.
В Шанхае и окрестностях живые креветки являются популярным блюдом как дома, так и в ресторанах. Креветки подаются в миске с алкоголем, который делает их медлительными.

### Удавленина
В христианстве, иудаизме и исламе запрещена к употреблению удавленина — мясо животного, которое удавлено. Отличием удавленины от мяса животного, которое зарезали, является сохранение в нём крови. К удавленине относится и мясо животного, которое было утоплено, или задохнулось без механического воздействия, или было убито электрическим током.
Примером блюда из удавленины является приготовленное мясо зайца, погибшего в силке.

## В авраамических религиях

### Кашрут
В дополнение к сказанному выше, в иудаизме по законам кашрута запрещено одновременное (равно как и почти одновременное) использование мясной и молочной пищи. В сефардской традиции запрещено съедать одновременно мясо с рыбой.

### Халяль
Коран указывает на запрет употребления крови, мяса животных, которые умерли своей смертью, были забиты без упоминания Аллаха, нечистых животных (хищников), всеядных животных (свинины).

## Другое
Практически все культуры (европейские, ближневосточные, азиатские, африканские, американские, австралийские аборигенные и другие) имеют подразумеваемый запрет на употребление в пищу человеческого мяса.